# Чернуско сул Навильо
Черну̀ско сул Навѝльо (на италиански: Чернуско сул Навильо, на западноломбардски: Cernüsch, Чернюск) е град и община в Северна Италия, провинция Милано, регион Ломбардия. Разположен е на 133 m надморска височина. Населението на общината е 32 448 души (към 2013 г.).